# Myzostoma glabrum
Myzostoma glabrum is een ringworm uit de familie Myzostomatidae.
Myzostoma glabrum werd in 1877 voor het eerst wetenschappelijk beschreven door Leuckart in Graff.